# Pierre Fromage
Pierre Fromage, né à Laon (France) le 12 mai 1678 et mort à Alep (Syrie) le 10 décembre 1740, est un prêtre jésuite français, missionnaire au Levant (Proche-Orient) de 1710 à sa mort.

## Biographie
Entré dans la Compagnie de Jésus à Nancy, où il fit ses études, le 3 novembre 1693, il enseigna ensuite les humanités à Reims, y fit sa théologie, et y fut ordonné prêtre en 1707. En 1710, il fut affecté à la mission jésuite du Levant. Après avoir appris l'arabe à Tripoli pendant deux ans, il exerça des responsabilités dans les établissements jésuites de Damas, d'Antoura (1724/26), de Saïda (1731/37) et d'Alep (1737/40). Il fut supérieur de la mission en 1723/24 et en 1727/30. En 1736, il prononça l'allocution d'ouverture de l'important synode de Louaizé, qui renforça les liens entre l'Église maronite et la papauté.
Il se signala dans l'exercice de ses responsabilités par de nombreuses initiatives : fondation de congrégations mariales, développement en Syrie et au Liban de la dévotion au Sacré-Cœur. Il traduisit plusieurs dizaines d'ouvrages catholiques occidentaux (notamment jésuites) en arabe et conçut le projet d'installer au Levant une imprimerie avec des caractères arabes (chose qui n'existait pas encore dans l'Empire ottoman). Il fit à ce sujet, en 1722/23, un voyage à Rome et en France pour recueillir des fonds et obtenir l'autorisation nécessaire.
Il collabora sur ce projet avec le diacre catholique-melkite Abdallah Zakher, qui avait déjà travaillé dans l'atelier d'imprimerie installé un temps à Alep par le patriarche Athanase Dabbas (1706/11). Les impressions commencèrent en 1733 au couvent Saint-Jean de Dhour Choueir.
Les relations entre Abdallah Zakher et le Père Fromage se dégradèrent fortement en 1738/40. Cette querelle eut pour arrière-plan un conflit entre la Compagnie de Jésus (notamment le P. Fromage lui-même) et l'Ordre basilien choueirite : ce dernier fit construire à Zouq Mikaïl un couvent féminin, achevé en 1737, pour un groupe de religieuses alépines dont Fromage était le confesseur ; or, celui-ci avait apparemment des projets différents pour elles, souhaitant implanter en Syrie une branche de l'Ordre de la Visitation et l'exemple de Marguerite-Marie Alacoque. Il s'ensuivit un échange de courrier fort acerbe avec Abdallah Zakher. Une polémique confuse s'est poursuivie jusqu'à nos jours sur le point de savoir à qui revient le mérite principal d'avoir créé la première imprimerie libanaise.
En tout cas, le P. Fromage produisit plusieurs dizaines de textes en arabe et en fit imprimer certains à partir de 1733. Parmi ses traductions, on peut citer : le De discrimine inter temporale et æternum de Juan Eusebio Nieremberg (Mîzân az-zamân wa-qisṭâs en arabe, l'un des premiers volumes imprimés au couvent Saint-Jean) ; les Exercices spirituels d'Ignace de Loyola ; le Catéchisme de Robert Bellarmin (imprimé en 1735) ; le Pédagogue chrétien de Philippe d'Outreman (imprimé en 1738) ; le Manuale controversiarum theologicarum de Martin Bécan ; la Perfection chrétienne d'Alonso Rodriguez ; les Méditations de Luis de la Puente ; Le pénitent instruit et Le confesseur instruit de Paolo Segneri ; l'Introduction à la vie dévote de François de Sales ; une biographie de Marguerite-Marie Alacoque, etc.